# Industrial Internet Consortium
L' Industrial Internet Consortium ( IIC ) est un consortium international visant à accélérer le développement et la diffusion de  l'internet industriel des objets (en anglais «Industrial Internet of Things (IIoT)»).

## Historique
L'Industrial Internet Consortium (IIC) est fondé le 27 mars 2014 par AT&T, Cisco, General Electric, IBM et Intel comme un groupe de travail au sein de l'Object Management Group (OMG). Il a pour mission d'accélérer le développement, l'adoption et la diffusion de l'internet industriel et de l'internet industriel des objets (en anglais «Industrial Internet of Things (IIoT)»), en facilitant l'interopérabilité par le biais de standards ouverts et d'architectures de références,,.
Le 17 juin 2015, le groupe de travail sur la technologie de l'IIC a ratifié une architecture de référence d'Internet industriel, qui définit les domaines fonctionnels, ainsi que les technologies et normes correspondantes, des capteurs à l'analyse de données et aux applications métiers,.
L'organisation ouverte compte 258 membres au 22 novembre 2016
Le 31 janvier 2019, le consortium OpenFog créé en 2015 fusionne avec l'IIC, en lui apportant notamment son architecture de référence pour l'informatique géodistribuée (appelée «fog computing» en anglais) qui avait été adopté comme standard de l'IEEE.
L'organisation compte 217 membres au 5 juillet 2019, dont plusieurs universités.

## Organisation et activités
La gouvernance de l'IIC est assurée par un comité de pilotage, qui supervise les activités de 19 groupes de travail intervenant sur 7 domaines:  
- stratégie d'affaires et cycle de vie des solutions,
- liaison avec d'autres organisations (organismes de normalisation, groupes open-source, etc.),
- marketing,
- sécurité,
- technologie,
- bancs d'essai
- propriété intellectuelle.